# Aldrichimica Acta
Aldrichimica Acta, abgekürzt Aldrichim. Acta, ist eine wissenschaftliche Fachzeitschrift, die von Sigma-Aldrich veröffentlicht wird. Die erste Ausgabe erschien im Jahr 1968. Derzeit erscheint die Zeitschrift dreimal im Jahr. Es werden Artikel mit einem Bezug zur Synthese veröffentlicht.
Der Impact Factor lag im Jahr 2017 bei 8,727. Nach der Statistik des ISI Web of Knowledge wird das Journal mit diesem Impact Factor in der Kategorie organische Chemie an zweiter Stelle von 57 Zeitschriften geführt.